# 北バイカル高原
北バイカル高原（ロシア語: Се́веро-Байка́льское наго́рье）はイルクーツク州とブリヤート共和国に跨る沿バイカル地域にある、中高度の山塊と平頂の山脈（ベルフネアンガルスキー山脈とスィンヌィル山脈）からなる高原である。
最大標高2,578メートル。変成岩、花崗岩、永久凍土が存在する。山肌はカラマツのタイガに山岳ツンドラが続く。
北バイカル高原の全ての河川はバイカル湖とレナ川の水系である。長大なものから順に、チャヤ川（353キロメートル）、チェチュイ川（231キロメートル）、ミニャ川（176キロメートル）、モゴリ川（162キロメートル）、オクナイカ川（155キロメートル）、ティヤ川（125キロメートル）、ドムグダ川（115キロメートル）、チェレパヒナ川（97キロメートル）。それ以外の川はこれらの支流または合流先であり、40-75キロメートルほどの短いものである。